# Cypripedium reginae
Cypripède royal
Espèce
Statut de conservation UICN

 LC  : Préoccupation mineure
Statut CITES
Le cypripède royal, Cypripedium reginae est la plus grande et la plus spectaculaire orchidée d’Amérique du Nord.

## Synonymes
Showy Lady’s-Slipper, Cypripède royal, Queen lady’s-slipper, Cypripedium spectabile Salisbury, Royal Lady’s Slipper.

## Morphologie
Le cypripède royal peut atteindre jusqu’à un mètre de hauteur. Sa tige florale, mesurant entre 40 et 80 cm de haut, provient directement du très gros rhizome cylindrique. Elle est robuste et forte, hirsute, avec des feuilles jusqu’au sommet. Les 3 à 9 feuilles sont ovales à elliptiques.
Sur ces hautes tiges, une ou deux fleurs apparaissent (rarement jusqu'à 4). Elles sont alternées et distribuées sur tout le long de la tige. Elles présentent des sépales et des pétales blancs. Le labelle, très gonflé, présente une coloration allant de rose pâle à magenta.
Le cypripède royal est recouvert d’un fin duvet sur toutes les parties de la plante. Ce duvet peut causer des dermatites de contact et de l’eczéma. Les poils urticants sont habités par un champignon filamenteux et terminés par une glande remplie d’une substance huileuse brunâtre, soluble dans l’alcool.
Le plus souvent, le cypripède royal forme de grandes colonies. Les plus grandes peuvent atteindre jusqu’à 3000 individus. Cette caractéristique le rend vulnérable à la décimation causée par une cueillette extensive, par le broutage des herbivores, ou par la détérioration de l’habitat (drainage du sol ou feu).

## Floraison
De la fin du printemps, au début de l’été (de mai à août)

## Reproduction
Cypripedium reginae se reproduit le plus souvent de façon végétative. Cette façon de se reproduire donne naissance à des clones possédant exactement le même matériel génétique. Une population de cypripèdes royaux présente donc une très faible variation génétique.
Le cypripède royal, bien qu’il soit le plus grand représentant des orchidées au Québec, possède probablement le plus petit orifice du labelle. Chez le C. acaule, l’orifice est assez grand pour laisser passer les bourdons mais celui de C. reginae semble être trop petit pour laisser passer ces insectes. Son pollinisateur n’est pas encore connu avec exactitude mais, une abeille noire, probablement de la famille des mégachiles, a été observée entrant dans son labelle. Cette abeille en est ressortie couverte de pollen. Une autre étude effectuée au Vermont démontre que la pollinisation de cette orchidée y est faite la plupart du temps par une mouche (Syrphus torvus) et par la « flower beetle » (Trichiotinus assimilis). En résumé, l’insecte ou les insectes capables de polliniser le cypripède royal nous sont encore inconnus.
Les graines de ce cypripède ont une pellicule imperméable qui doit être digérée par des bactéries ou des champignons avant de pouvoir germer. Cette caractéristique limite les chances de germination des graines immatures qui pourraient geler par la suite.
Kéry (2004) rapporte des épisodes de dormance pouvant durer entre 1 et 4 ans pour une colonie de C. reginae. Entre 8 et 33 % des plants d’une population sont dormants chaque année. Un petit % de plantes en dormance représente une population en santé.
Le cypripède royal pousse très lentement. La germination s’effectue à une profondeur de moins de 5 cm. Après la germination en conditions favorables, il faudra attendre 3 ans avant de voir sortir du sol sa première feuille. Après 7 ans, il ne mesure que 8 cm de haut. Quinze à seize ans après la germination, C. reginae est prêt à fleurir.
Il possède 2n = 20 chromosomes.

## Habitat
Le cypripède royal se développe dans les habitats humides des régions nordiques. Les tourbières, les marécages et les rives des lacs font partie de ses lieux privilégiés. Il habite aussi les forêts de conifères ou de feuillus. Il croît entre 0 et 600 mètres d’altitude.
Il préfère les sols calcaires mais pousse sur les sols légèrement acides à légèrement basiques. Kéry (2004) rapporte un sol au pH de 5,8 à 6,8 tandis que Curtis (1943) décrit les conditions favorables à la germination de C. reginae ayant un pH se situant entre 6,9 et 7,7. Les graines situées sous un couvert de sphaigne dense ne peuvent germer à cause de l’acidité trop grande. Une humidité constante du sol et le semi-ombrage sont des conditions favorables à la croissance de cette orchidée. Le cypripède royal est vulnérable à la sécheresse prolongée et un ombrage excessif nuit gravement à sa croissance.
La contamination de l’eau ou l’assèchement des terres lui sont également néfastes.

## Distribution
Le cypripède royal habite tout l’est de l’Amérique du Nord. A l’ouest, il croît jusqu’en Saskatchewan et au Dakota du Nord et jusqu’en Arkansas au sud.
Il est largement distribué et de nombreuses grandes populations de plus de 1000 individus ont été dénombrées. La majorité des populations sont beaucoup plus restreintes et comptent entre 10 et 100 individus.
Le nombre de plants de Cypripedium reginae tend à diminuer depuis quelques années, surtout dans les régions les plus au sud de sa distribution.
La présence d’une très grande population de cerfs de Virginie est une des causes de la disparition du cypripède royal dans son habitat. En effet, les cerfs de Virginie broutent les cypripèdes qui ne peuvent alors plus produire de graines.